# Bakvorm
Een bakvorm, bij vormen uit metaal meestal bakblik genoemd, is een voorgevormd model om taart, cake, tulband of brood in te bakken.

## Vorm en constructie
Er bestaan langwerpige vormen voor bijvoorbeeld brood en cake en ronde vormen voor taarten en tulbanden. Ook meervoudige vormen worden gebruikt voor grotere hoeveelheden van meestal dezelfde vorm, zoals bij muffins. Bij stevige degen wordt geen bakvorm gebruikt, maar worden de baksels direct op een bakplaat gelegd. Om daarentegen vloeibaar beslag over een grote oppervlakte te bakken, worden opstaande randen als vorm aanboden om op de bakplaat te zetten.

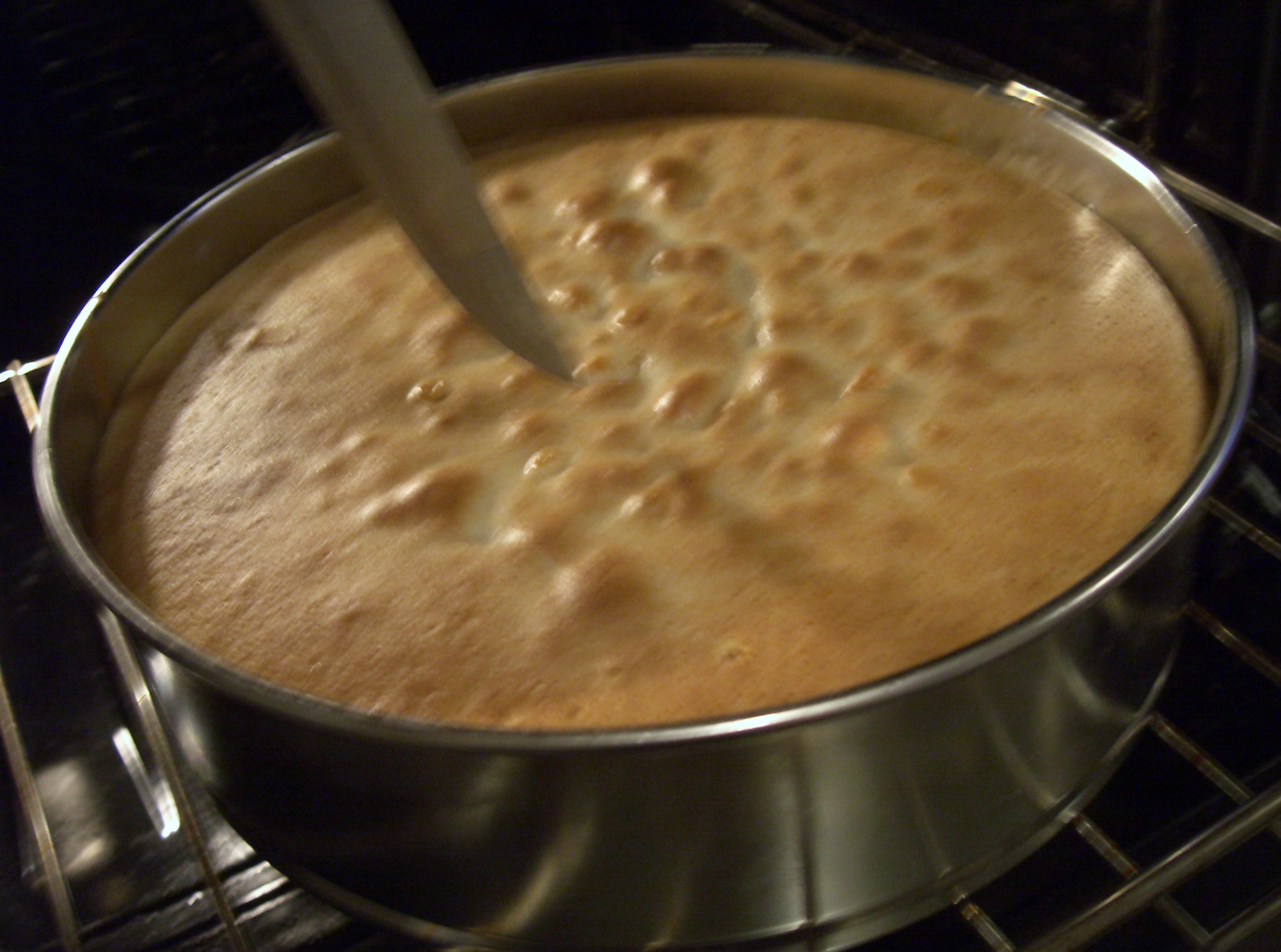
Rond bakblik
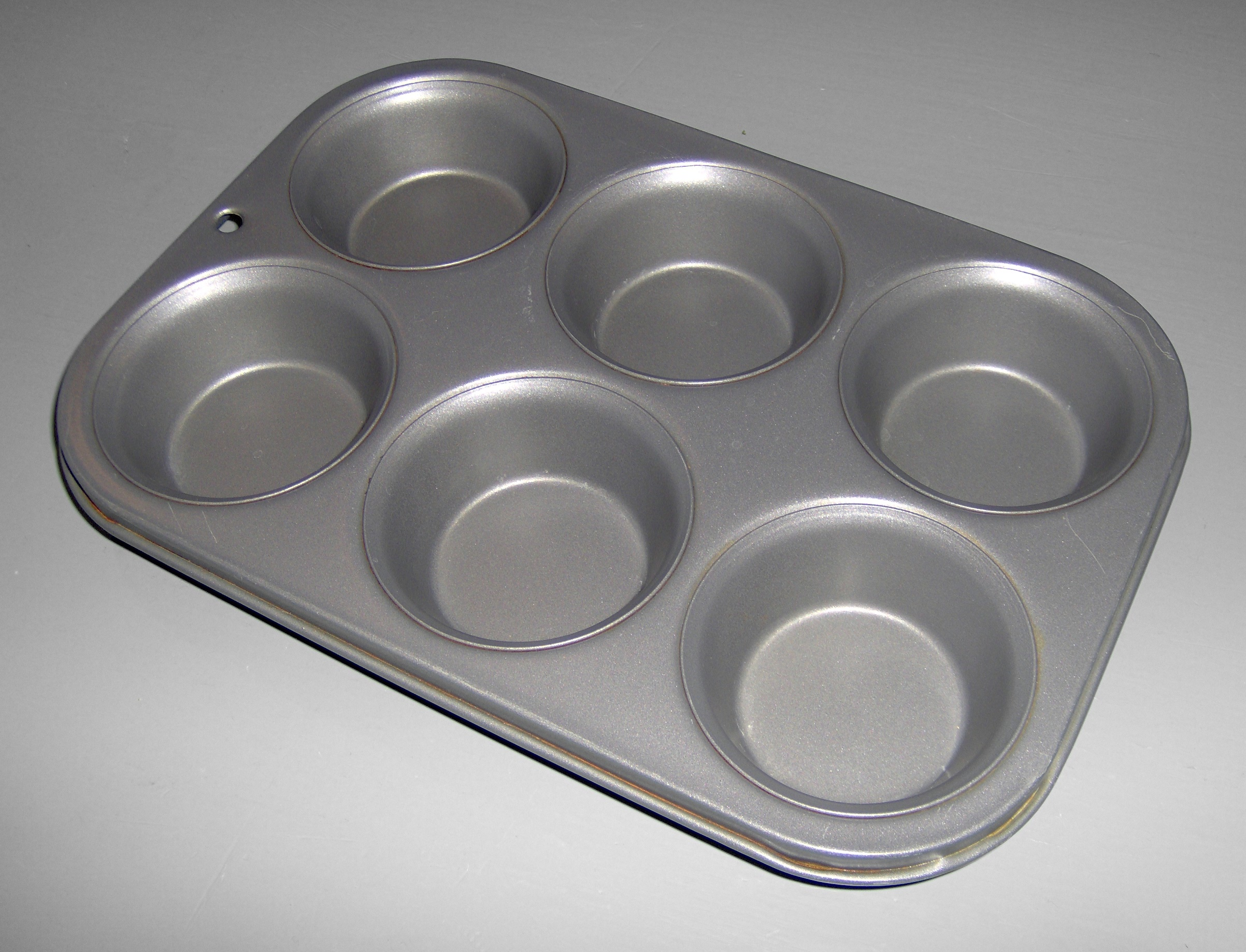
Muffinblik met antiaanbaklaag
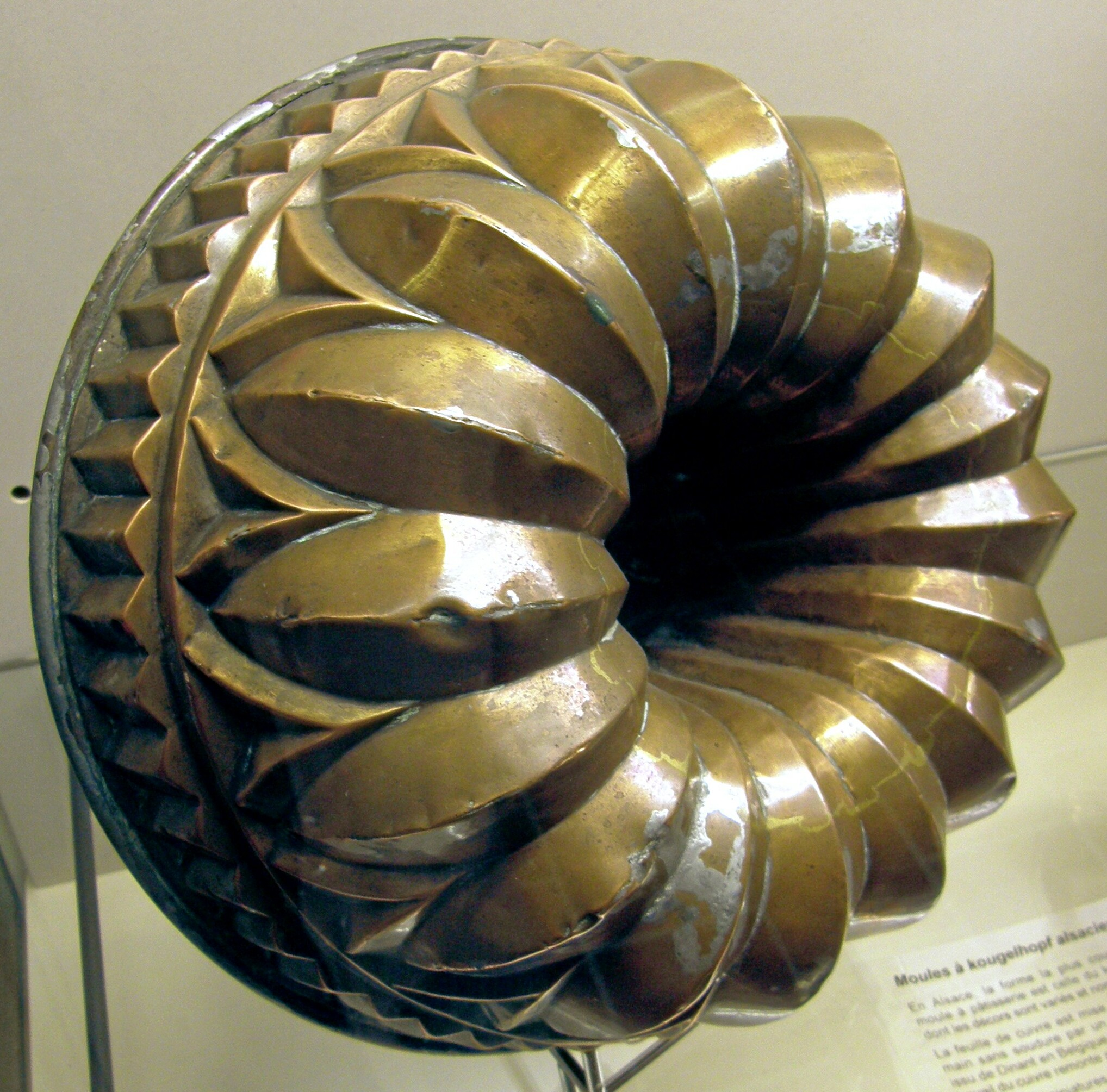
Tulbandvorm uit de Elzas
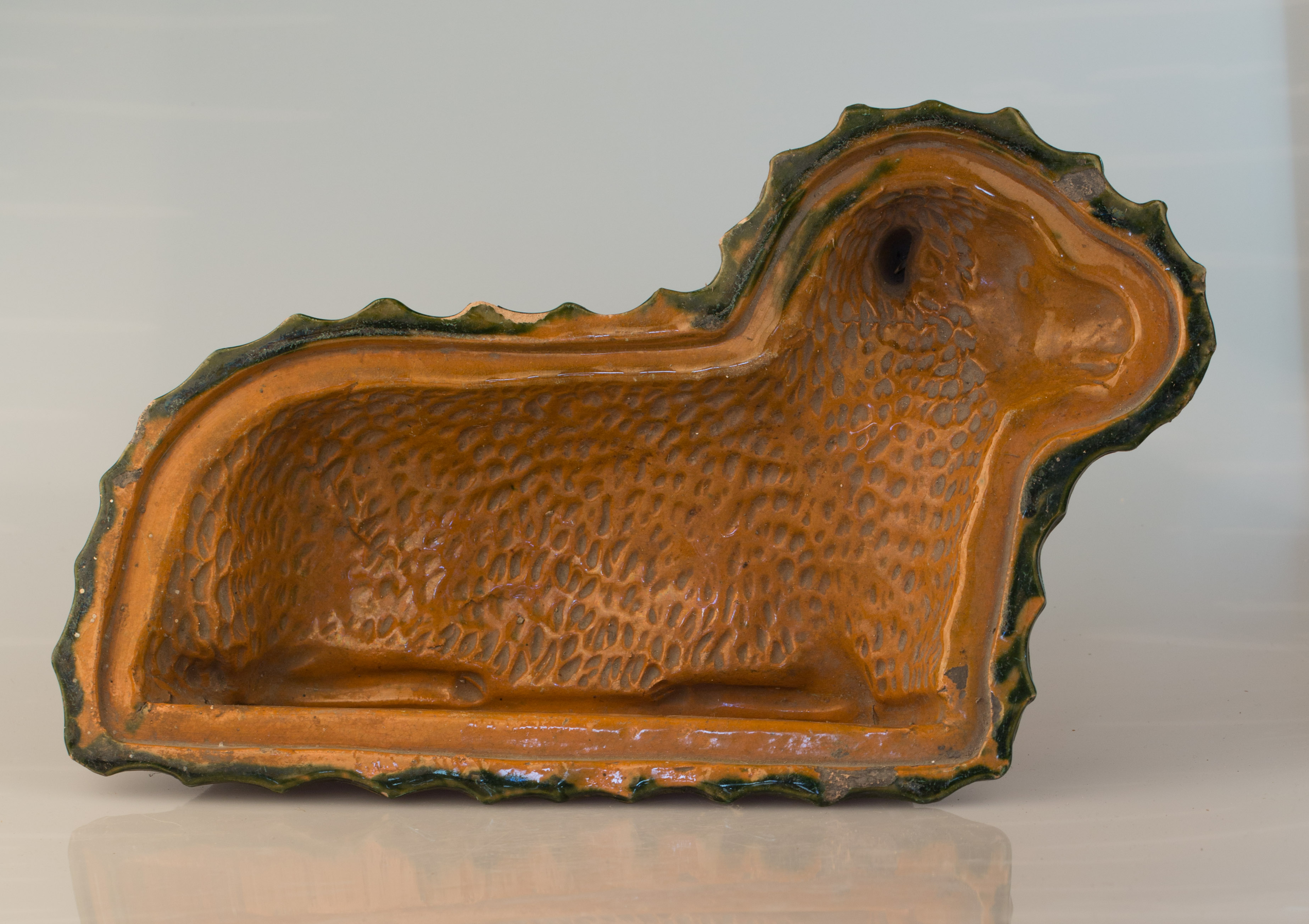
Aardenwerkvorm voor een paaslam
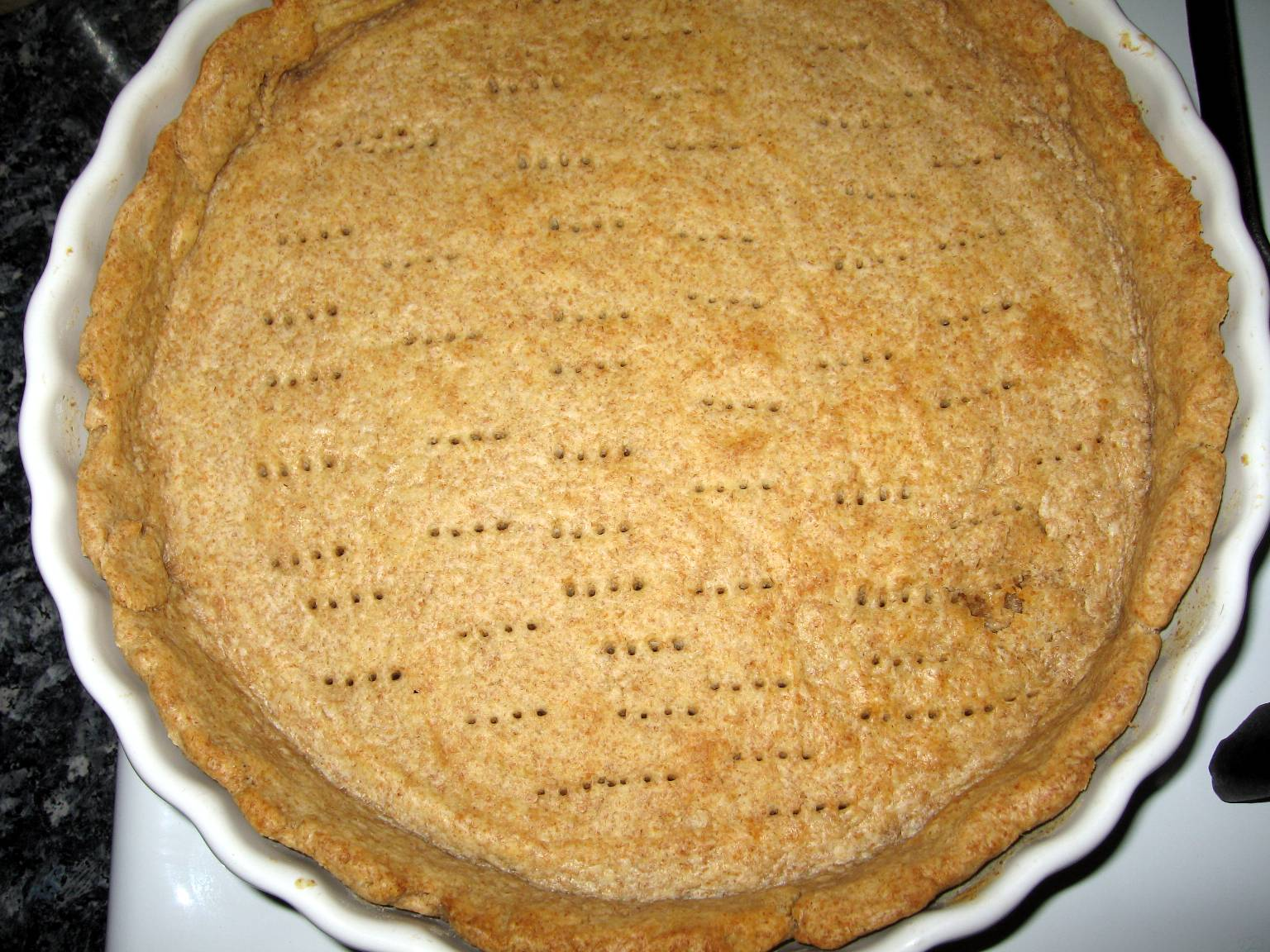
Quichebodem in een aardenwerken vorm

### Springvorm
Springvormen worden vooral gebruikt worden om onder meer appeltaarten te kunnen bakken. Springvormen hebben een ronde vorm, wanneer het product klaar is kan door middel van een klein hendeltje de bakring los worden gemaakt en kan het product rustig afkoelen.

## Materiaal

### Metaal
Het gebruikelijkst zijn bakvormen uit metaal. Meestal is dit ijzer, maar ook aluminium en traditioneel ook koper of messing worden gebruikt.

### Keramiek
Bakvormen uit aardewerk zijn normaliter geglazuurd om aanbakken te voorkomen. 

### Silicoon
Vooral muffinvormen en fantasievormen worden regelmatig van silicoon geproduceerd. Door de elasticiteit van het materiaal kan het gebak min of meer uit de vorm gepeld worden.

### Papier
Bepaald gebak, zoals panettone, wordt in een papieren vorm gebakken. Voor de opstaande rand van vlak gebak kan ook een papieren opstaande rand gebruikt worden.